# Општина Муђени (Харгита)
Муђени (рум. Mugeni) општина је у Румунији у округу Харгита.
Oпштина се налази на надморској висини од 484 m.